# Siegfried Wehrhoff

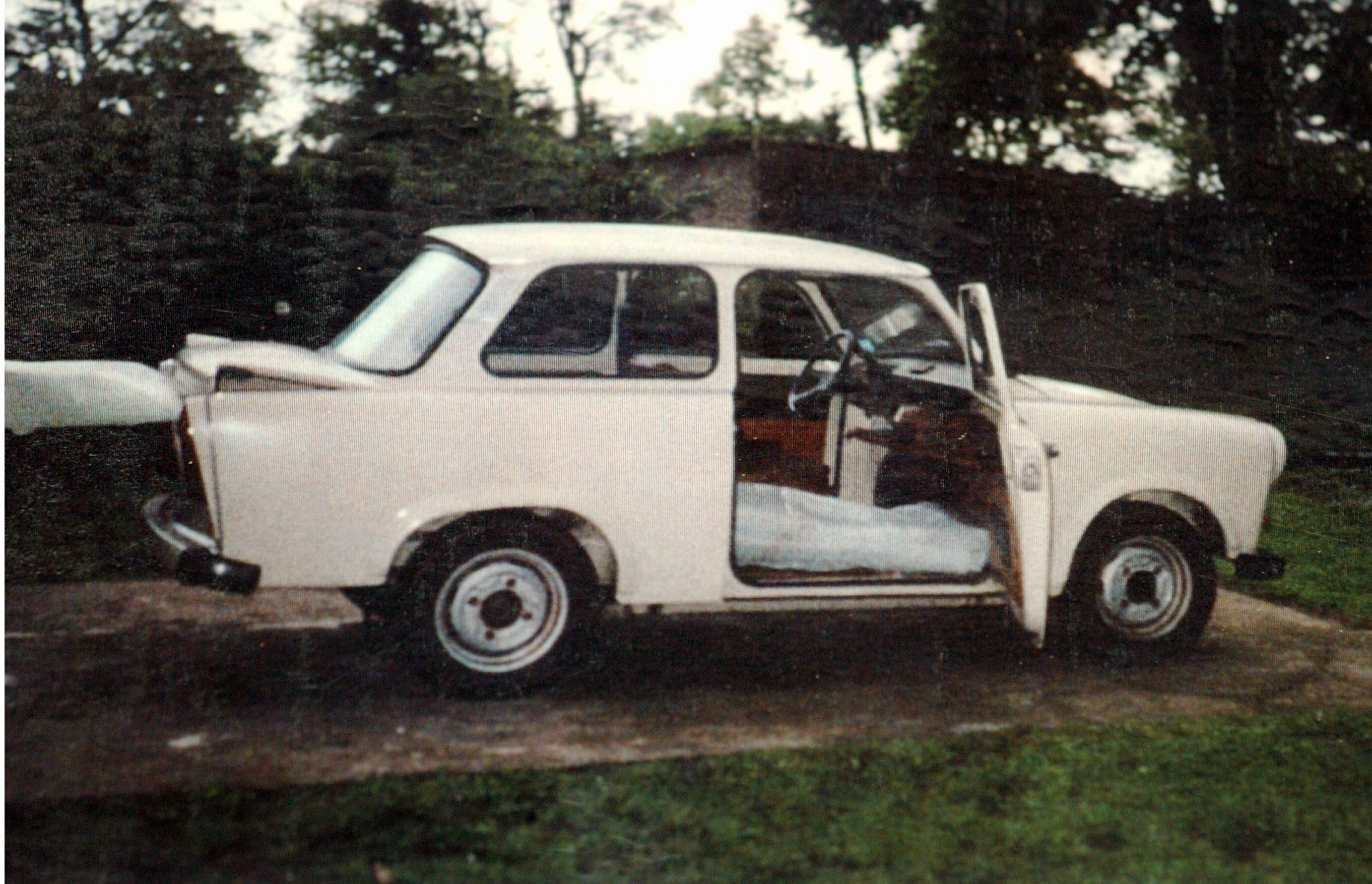
Siegfried Wehrhoff, DDR Flucht Vorbereitung, Trabant mit ausgebauten Sitzen, 8. Juni 1989

Siegfried Wehrhoff (geboren am 25. April 1964 in Hagenow) ist ein deutscher Kfz-Schlosser. Er wurde durch seine Flucht aus der DDR bekannt.

## Flucht
Wehrhoff flüchtete im Juni 1989 aus der DDR. Mit einem Trabant, aus dem der Beifahrer- und Rücksitz ausgebaut waren, war eine zerlegte Leiter zwei Wochen vor der Flucht ins Grenzgebiet gebracht und im Fluss Krainke an der Mündung in den Zeetzer See (nahe Amt Neuhaus) versenkt worden. Vom Fluss aus, Anfang des Sperrgebiets, bis zum Grenzzaun an der Elbe mussten Wehrhoff und sein Freund Maik Koch circa drei Kilometer zu Fuß gehen. Der erste Versuch, mit der Leiter am 7. Juni 1989 die Mauer zu überwinden, scheiterte, weil der Grenzzaun mit 2,70 m höher war als vermutet. Die Leiter wurde am Folgetag verlängert. Sie fuhren ein zweites Mal nachts mit Fahrrädern ans Grenzgebiet und gingen zu Fuß weiter. Wehrhoff und Koch überwanden am 8. Juni 1989 gegen ein Uhr morgens den elektrifizierten 2,70 Meter hohen Grenzzaun zur Bundesrepublik Deutschland mit einer selbstgebauten 2,90 Meter hohen selbststehenden Fluchtleiter. Auf den 500 Metern bis zum Ufer der Elbe überwanden sie mehrfach circa 50 cm hohen, im Abstand von circa 5 Meter stehenden Alarmdraht, den sie einmal berührten, Kontakt wurde im Wachstum angezeigt aber kein Alarm ausgelöst. Am Ufer zogen sie sich bis auf die Badehosen aus, packten die in Milchtütenfolie eingeschweißten Papiere in ihre Badehosen und schwammen los. Siegfried Wehrhoff schwamm anschließend bei Privelack in den Westen. Sein Freund Maik schwamm zurück, wurde am frühen Morgen entdeckt und festgenommen. Siegfried Wehrhoff schwamm mit der Strömung langsam auf die andere Seite des Flusses zu, bei Elbkilometer 530 ging er im Westen bei Drethem an Land. In Drethem wurde er nachts von Bewohnern aufgenommen, welche die Polizei informierten und mit Wehrhoff nach Hitzacker fuhren, um auf der Lagekarte die Flucht zu beschreiben.

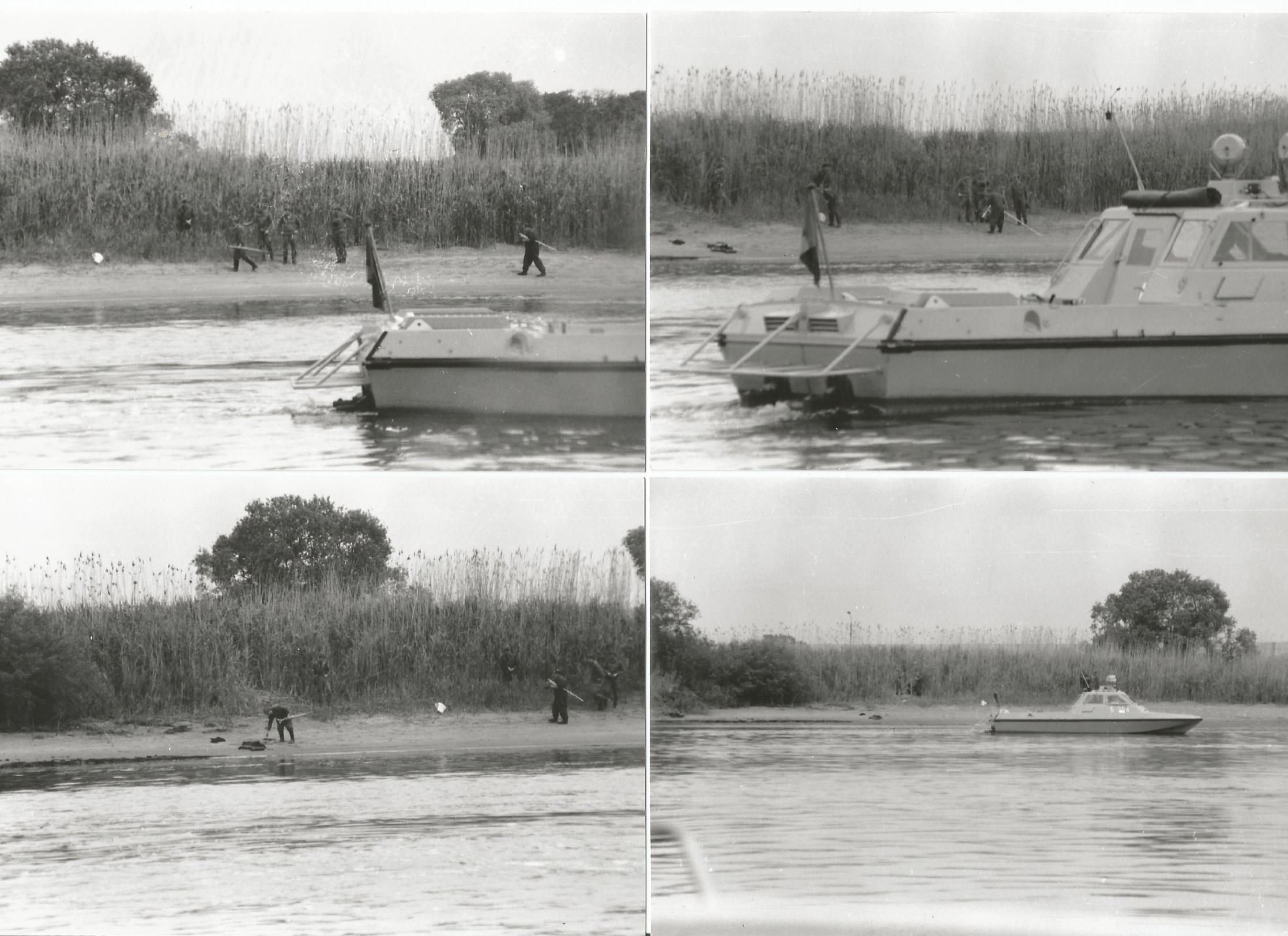
DDR-Grenztruppen, Wehrhoff Stasi Akte 08.06.1989
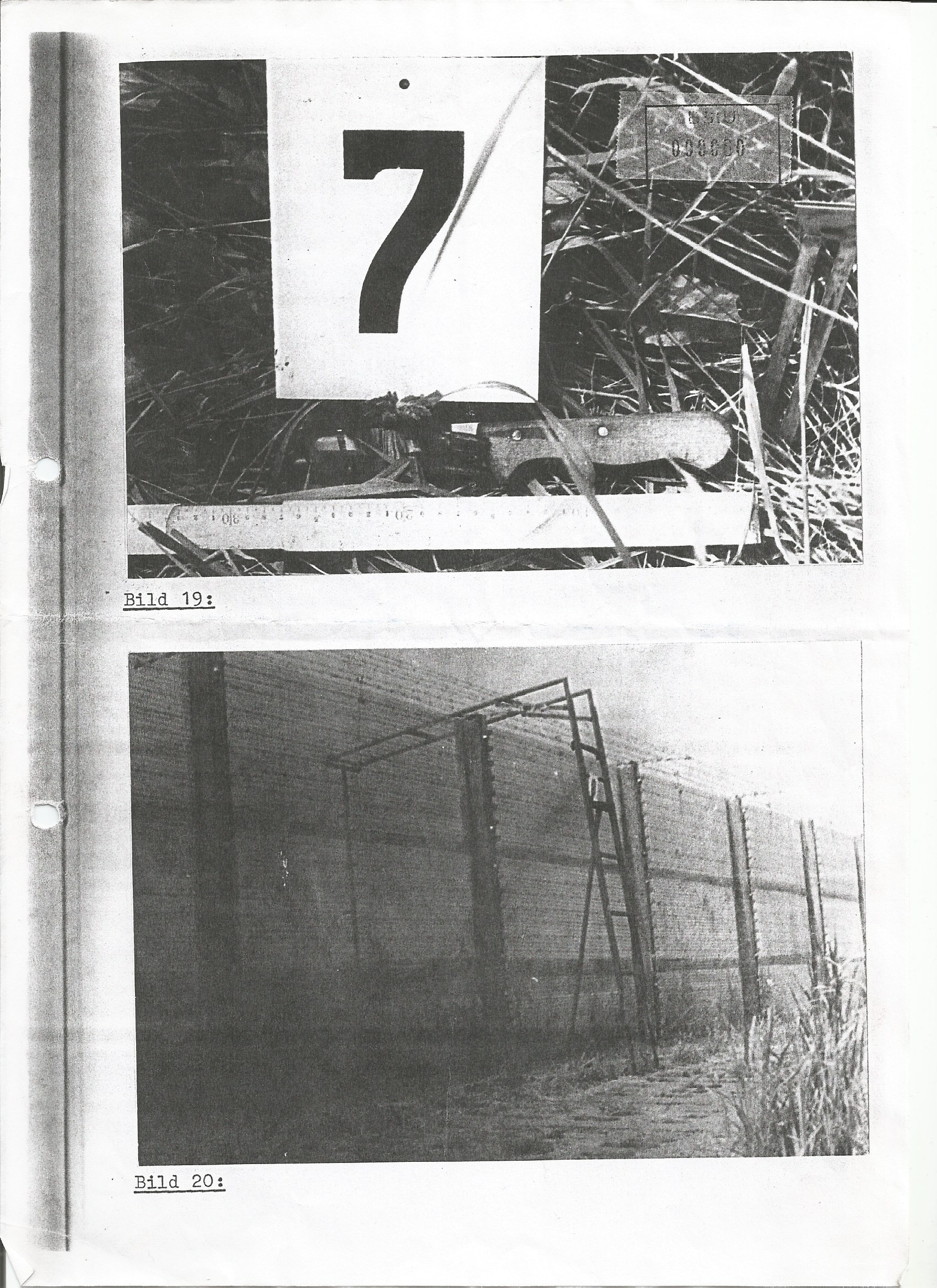
Fluchtleiter, Wehrhoff Stasi-Akte
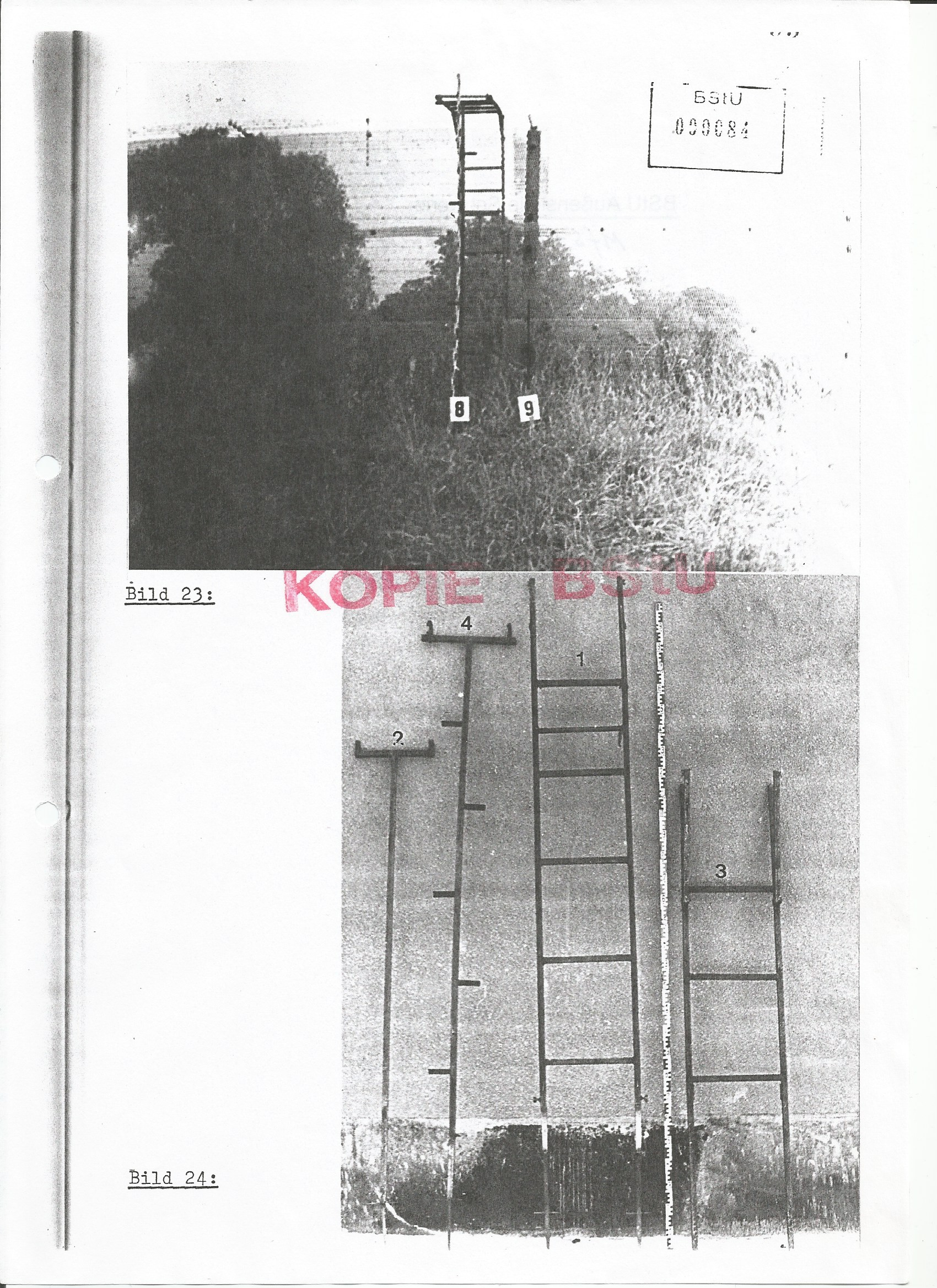
Fluchtleiter, Wehrhoff Stasi-Akte
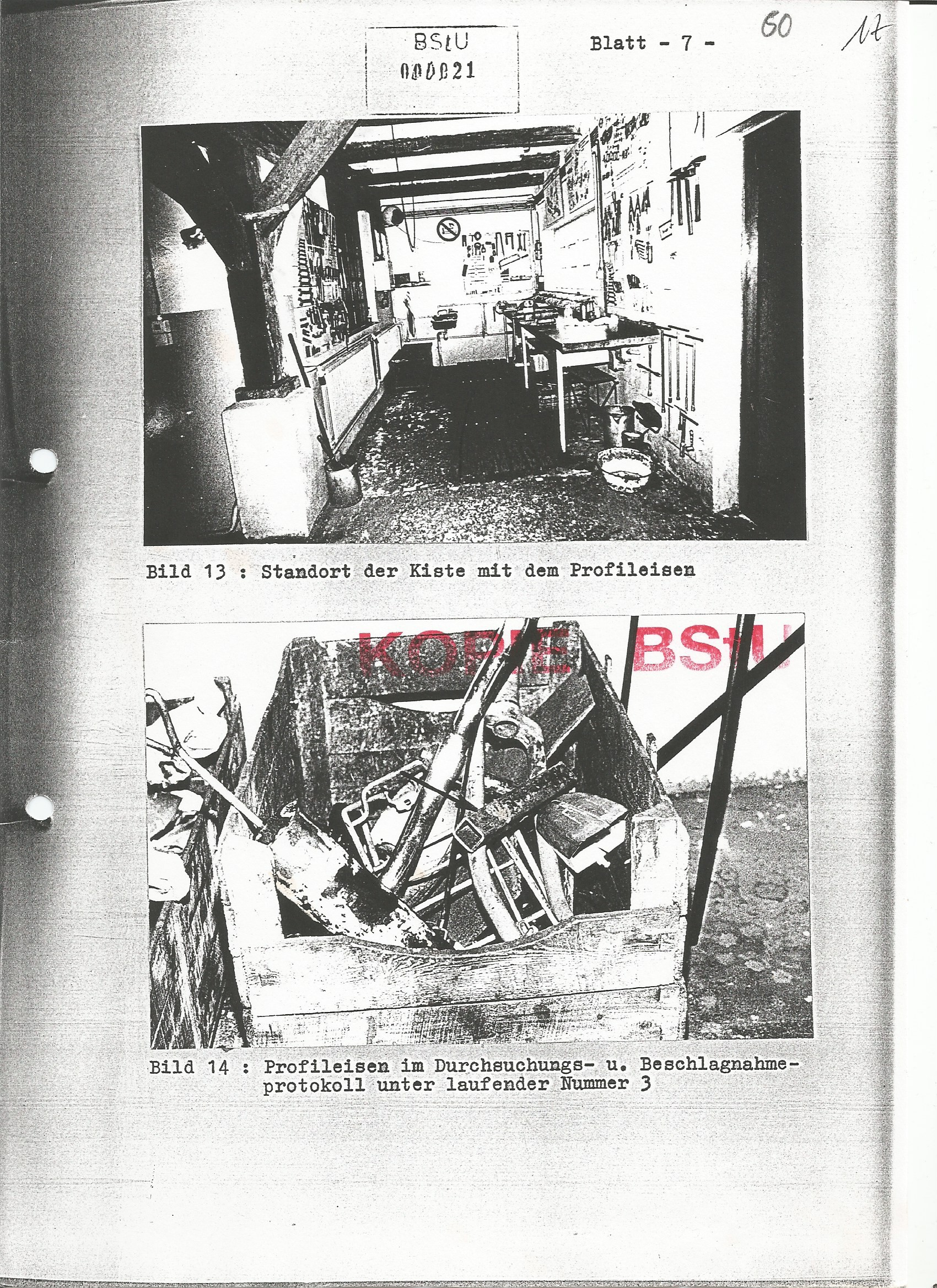
Fluchtvorbereitung Werkstatt, Wehrhoff Stasi-Akte
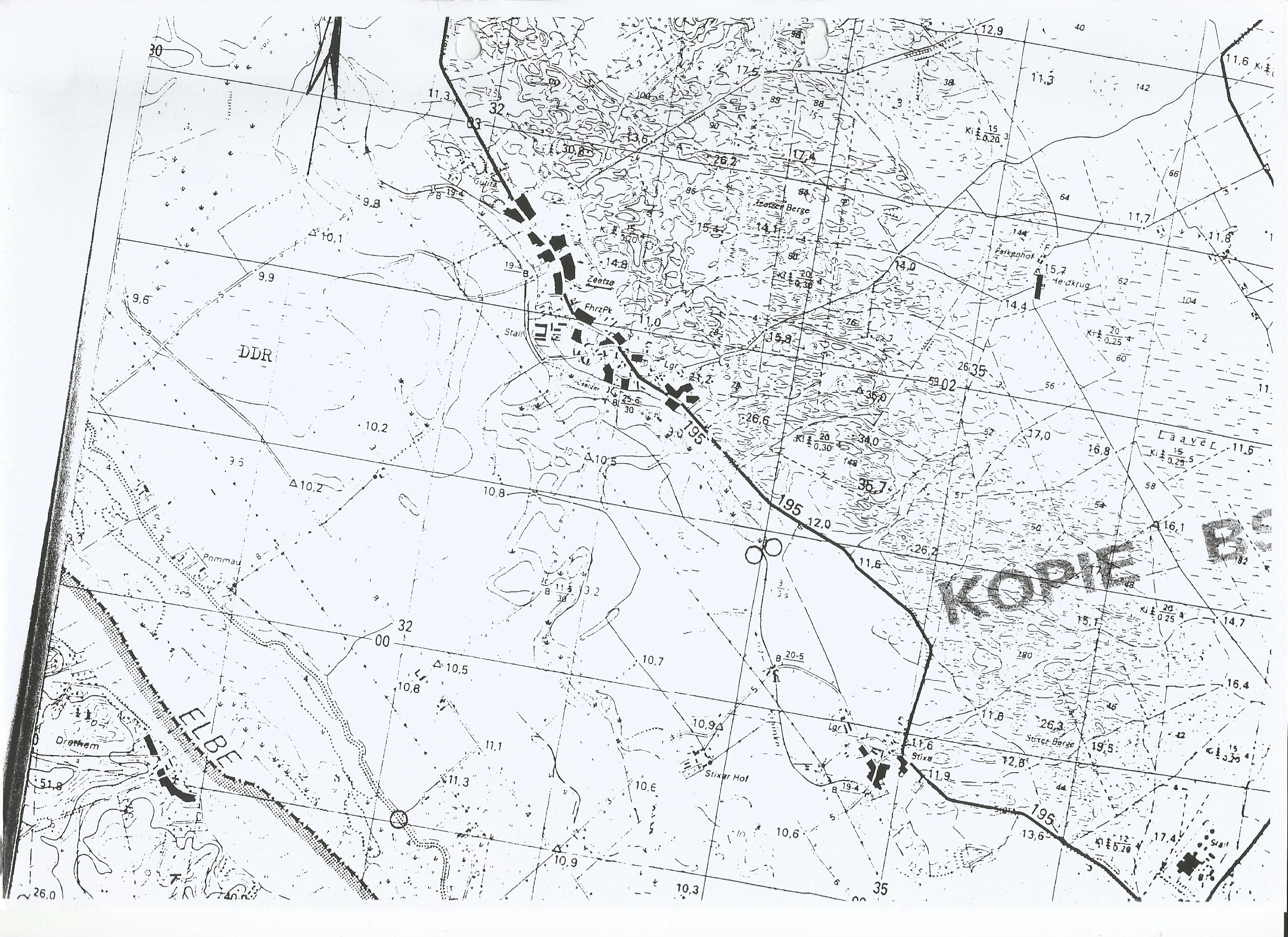
Grenzgebiet Flucht, Wehrhoff Stasi-Akte

## Veröffentlichungen

### TV-Reportage
- Damals in der DDR – Zeitzeugen erzählen ihre Geschichte, Episode 6: Republik am Abgrund[6] 2006.
- Atlas des Aufbruchs, NDR Mecklenburg-Vorpommern 2014.
- Die Flucht durch die Elbe, in: Hallo Niedersachsen, NDR Niedersachsen 2014.
- Grenzgänger am Schaalsee, in: Hanseblick, NDR Mecklenburg-Vorpommern 2014.

### Zeitschriftenartikel
- Mit einer Leiter kletterten wir über den eisernen Vorhang. Neue Post vom 15. Oktober 2014.
- Interview mit einem Zeitzeugen. Schweriner Volkszeitung - Hagenower Kreisblatt vom 25. September 2014.
- Mit Leiter und Badehose machte Siggi Wehrhoff im Sommer 89 in den Westen.     BZ am Sonntag vom 9. November 2003.

### Theaterstück
- 2014 „Die vergessene Brücke“[7]